# Вишнёвое (Покровский район)
Вишнёвое (укр. Вишневе) — село, Вишнёвский сельский совет,
Покровский район, Днепропетровская область, Украина.
Код КОАТУУ — 1224284501. Население по переписи 2001 года составляло 926 человек.
Является административным центром Вишнёвского сельского совета, в который, кроме того, входят сёла
Вербовое, Даниловка, Егоровка, Кирпичное, Новоалександровка, Першотравневое и Приволье.

## Географическое положение
Село Вишнёвое находится на правом берегу реки Янчур, выше по течению на расстоянии в 1,5 км расположено село Приволье, ниже по течению на расстоянии в 6,5 км расположено село Остаповское, на противоположном берегу — село Егоровка.
На расстоянии в 1 км расположено село Кирпичное. По селу протекает пересыхающий ручей с запрудами.

## История
- Село основано во второй половине XVIII века.
- В 1946 г. хутор Вербовая №1 переименован в Центральный[2].
- 1957 год — село Вербовое (по некоторым данным село Будёновка) было переименовано в село Вишнёвое.

## Экономика
- ГП «Днепропетровский конный завод № 65».

## Объекты социальной сферы
- Школа.
- Детский сад.
- Амбулатория.
- Дом культуры.